# Press TV
Press TV e англоезичен телевизионен канал от Иран, ръководен от официалната радиокомпания Радиоразпръскване на Ислямска република Иран.
На 2 юли 2007 г. започва излъчването на телевизията, а официалният Интернет-сайт, на който може да се гледа в реално време, е открит още от януари 2007 г.
Многобройни кореспонденти от Европа, САЩ и Близкия изток съставят и представят предаванията и международните новини.

## Предавания
- Iran
- Cinepolitics
- American dream, от Вашингтон, е предаване за американското общество: „Портрет на САЩ без компромиси, на гетата в барикадираните предградия“
- Middle East Today

Мотото е „Да разгромим хегемонията на западните предприятия над глобалните медии“.

## Особености
Според повелите на шериата, който е със силата на закон в ислямската република, кореспондентите от женски пол задължително носят фередже.